# USA:s klimatsändebud
USA:s klimatsändebud (eng: U.S. Special Presidential Envoy for Climate) är en kabinettposition i USA:s presidentkansli med fokus på USA:s energipolitik och klimatförändringspolitiken i USA.
| Nr | Bild | Namn         | Tillträde       | Avgång          | Kommentar | President | President |
| -- | ---- | ------------ | --------------- | --------------- | --------- | --------- | --------- |
| 1  |      | John Kerry   | 20 januari 2021 | 6 mars 2024     |           |           | Joe Biden |
| 2  |      | John Podesta | 6 mars 2024     | 20 januari 2025 |           |           | Joe Biden |